# Veľké Turovce
Veľké Turovce jsou obec na Slovensku v okrese Levice. Vznikly sloučením obcí Stredné Turovce a Dolné Turovce do jednoho celku. Obec se nachází zhruba 3 km severně od města Šahy. Západní částí území protéká řeka Krupinica. V části Stredné Turovce se zachoval zbytek (svatyně a sakristie) románského kostelíka z 13. století, který byl vážně poškozen během povodně v roce 1938.